# アンダンテ (矢井田瞳の曲)
「アンダンテ」は、矢井田瞳の7枚目のシングル。発売元はEMIミュージック・ジャパン。

## 解説
初回特典は、カラーケース（赤・青）仕様。
表題曲である「アンダンテ」には、オリジナルバージョンとバンドバージョンの2種類のPVが存在する。

## 収録曲
1. アンダンテ(3:29)
  - 作詞・作曲：Yaiko / 編曲：Diamond◆Head

表題曲。アンダンテとは、速度記号で「歩くような速さ」という意味だが、本作はテンポが早めの曲である
日本テレビ系『ろみひー』エンディングテーマ。
2. fast car(4:56) 
  - 作詞：Tracy Chapman / 訳詞：Yaiko / 作曲：Tracy Chapman / 編曲：Diamond◆Head

Tracy Chapmanのカヴァー。日本語訳は矢井田。
MTV Unpluggedで披露された。

## 収録アルバム
- i/flancy (#1)
- Single collection (#1)
- Sound drop 〜MTV Unplugged+Acoustic live 2005〜 (#2)
- THE BEST OF HITOMI YAIDA (#1)